# Bellatrix
Bellatrix ([belˈlaːtriks]; γ Ori / γ Orionis / Gamma Orionis) o Bellatrice è una stella della costellazione di Orione. Avendo magnitudine +1,64, è la terza stella in ordine di luminosità della costellazione, dopo Rigel e Betelgeuse, e la ventiseiesima stella più brillante dell'intera volta celeste.

## Osservazione

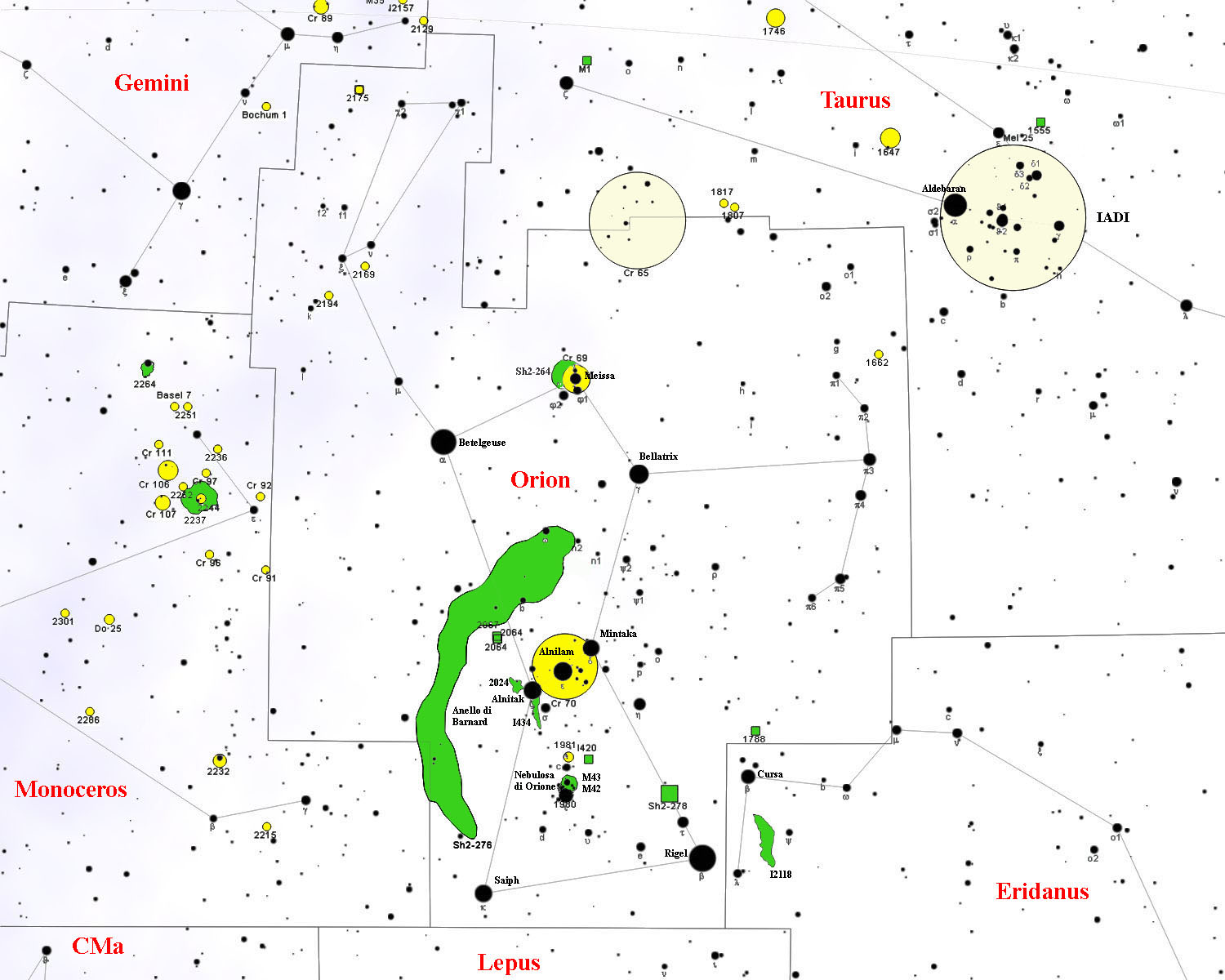
Carta della costellazione di Orione.

Si individua nella parte centrale della costellazione in corrispondenza della spalla sinistra del gigante Orione. Si trova a nord rispetto alla Cintura di Orione (formata da Alnitak, Alnilam e Mintaka) e ad ovest di Betelgeuse con la quale forma la base superiore della figura a forma di clessidra disegnata dalle stelle più brillanti della costellazione.
Posta a 6º a nord dell'equatore celeste, Bellatrix è una stella dell'emisfero boreale. Tuttavia la sua vicinanza all'equatore celeste la rende osservabile con facilità da tutte le regioni popolate della Terra. Essa risulta invisibile solo nelle regioni più interne del continente antartico. D'altra parte questa collocazione la rende circumpolare solo nelle regioni vicine al polo nord terrestre.
I mesi più propizi per la sua osservazione nel cielo notturno sono quelli corrispondenti all'inverno boreale, da gennaio a marzo.

## Ambiente galattico
La costellazione di Orione contiene numerose stelle di colore azzurro e blu. La grande maggioranza di esse appartengono alla vasta associazione OB Orion OB1, una delle associazioni OB meglio conosciute e studiate della volta celeste. Poiché anche Bellatrix è una stella calda, di colore azzurro-blu, un tempo si credeva che appartenesse a tale associazione. Tuttavia le misure della distanza di Bellatrix dal sistema solare compiute con il metodo della parallasse dal satellite Hipparcos hanno definitivamente smentito questa ipotesi: infatti Bellatrix è risultata essere distante da noi 240 ± 20 anni luce. Ora il sottogruppo di Orion OB1 più vicino alla Terra, OB1a, ha una distanza media di 1.140 anni luce, mentre gli altri sottogruppi sono ancora più distanti. È quindi del tutto improbabile che Bellatrix faccia parte di Orion OB1. Piuttosto essa sembra frapporsi fra noi e l'associazione.

## Caratteristiche

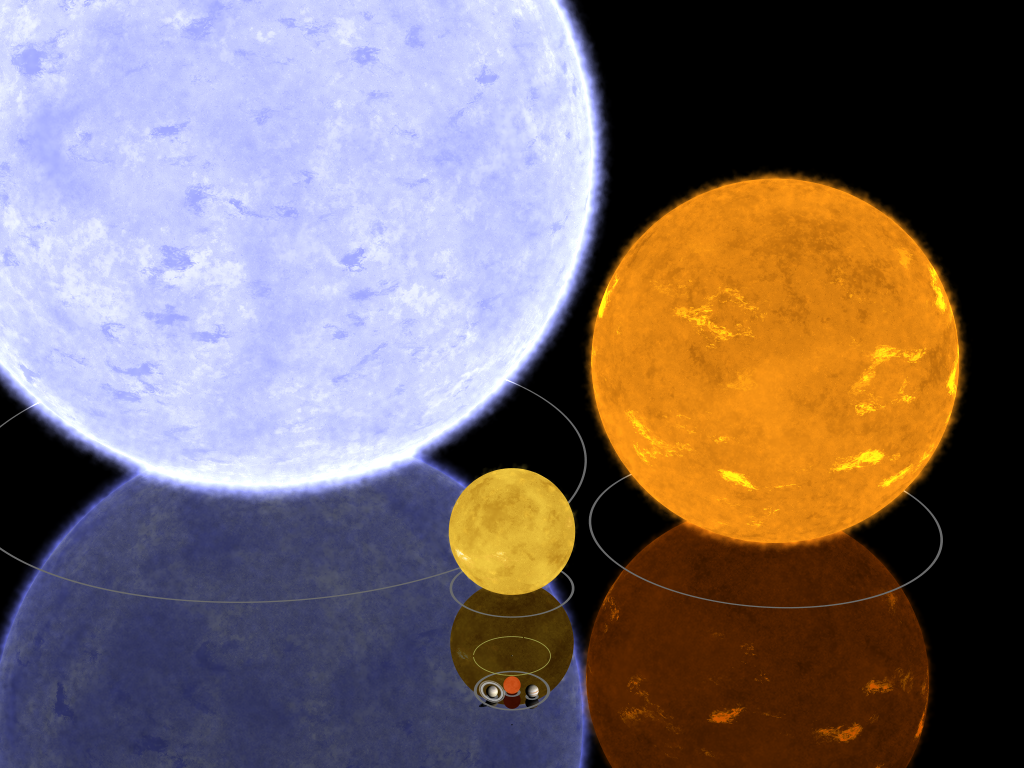
Interpretazione artistica di Bellatrix (a sinistra), Algol B (a destra), il Sole (al centro); Giove e Saturno ed altri oggetti in scala per confronto.

Bellatrix è stabilmente assegnata alla classe spettrale B2: è l'unica stella di classe B2 o superiore dell'emisfero celeste boreale entro 100 parsec dalla Terra. Questa assegnazione deriva dall'alta temperatura superficiale di Bellatrix, che è una delle stelle più calde visibili a occhio nudo: sebbene la sua temperatura non sia stata ancora determinata con la massima accuratezza, comunque le misure effettuate variano all'interno di un intervallo abbastanza limitato di circa 2.000 K: uno dei valori più bassi registrati è quello di uno studio del 2008 sulle stelle di classe B, che riporta una temperatura di 20.286 K, mentre uno dei valori più alti è reperibile in uno studio del 1992 sempre riguardante le stelle di classe B, dove la misura è stata di 22.570 K. Due altri studi del 2010 hanno entrambi evidenziato come valore 22.000 K. Questa temperatura superficiale dona a Bellatrix un aspetto azzurro-blu.
Molto più controversa è invece l'assegnazione di Bellatrix a una classe MMK: essa è infatti stata classificata o come gigante (classe III) o come subgigante (classe IV) o, più raramente, come gigante brillante (classe II). Tuttavia in tempi più recenti è stata classificata di classe B2V, ossia di una stella di classe B di sequenza principale. In ogni caso Bellatrix si trova in uno stadio avanzato della sua evoluzione e se non ha già esaurito l'idrogeno del suo nucleo, lo esaurirà a breve; non più sufficientemente sostenuto dalle reazioni nucleari, il nucleo di Bellatrix si sta contraendo e scaldando; questo produrrà nei prossimi milioni di anni una espansione degli strati superficiali della stella che raffreddandosi assumeranno un colore arancio-rosso. Bellatrix diventerà così una gigante rossa.
Dalla distanza presunta di Bellatrix e dalla sua luminosità apparente si può ricavare la sua luminosità assoluta che, una volta che si sia presa in considerazione la notevole quantità di radiazione ultravioletta emessa dalla sua calda superficie, ammonta a 9.000 volte quella del Sole. Dalla temperatura superficiale e dalla luminosità assoluta è ricavabile il raggio di questo astro, che risulta essere 6 volte quello solare. Bellatrix è abbastanza grande e abbastanza vicina da permettere misure dirette del suo diametro angolare, che hanno confermato il valore ricavato sulla base della temperatura e della luminosità. La teoria dell'evoluzione stellare predice che Bellatrix abbia una massa compresa fra 8 e 9 M☉. Ciò la pone proprio al limite oltre il quale le stelle terminano la loro esistenza in supernovae. Il destino finale di Bellatrix è quindi incerto: potrebbe esplodere in una supernova di tipo II oppure diventare una massiccia nana bianca all'ossigeno-neon-magnesio. Poiché una stella della massa di Bellatrix trascorre nella sequenza principale 40-55 milioni di anni e poiché Bellatrix è appena uscita da questa sequenza, è presumibile che la sua età si aggiri intorno a questo ordine di misura.
C'è un buon accordo nelle misurazioni riguardanti la velocità di rotazione all'equatore di Bellatrix: esse variano da 46 ± 8 km/s ÷ sini a 51 ± 4 km/s ÷ sini, dove i è l'inclinazione dell'asse di rotazione della stella rispetto al piano della nostra visuale. Poiché il valore di i non è conosciuto, non è possibile stabilire con precisione la velocità di rotazione di Bellatrix e il suo periodo di rotazione. Tuttavia, dato che sini≤ 1, sappiamo che la velocità di rotazione di questa stella al suo equatore si aggira almeno intorno a 50 km/s. Poiché stelle della massa di Bellatrix ruotano molto più velocemente quando si trovano all'interno della sequenza principale (intorno a 200–300 km/s), ciò costituisce un ulteriore indizio del fatto che questo astro è uscito dalla sequenza principale e sta espandendo il proprio volume, riducendo in tal modo, per la legge di conservazione del momento angolare, la velocità con cui ruota su sé stesso. Il periodo di rotazione di Bellatrix è 6 giorni se i=90º, minore quanto minore è l'angolo i.
La metallicità di Bellatrix risulta essere inferiore rispetto a quella del Sole: per l'esattezza, questo astro risulta avere un'abbondanza di ferro pari al 56% di quella solare.
Un tempo si credeva che Bellatrix fosse una stella molto stabile, tanto da essere presa a campione per misurare la variabilità delle altre; tuttavia in seguito si è scoperto che Bellatrix è in realtà una sospetta variabile, che varia la propria luminosità da magnitudine 1,59 a magnitudine 1,64 in un periodo indeterminato.
Bellatrix è in realtà una stella binaria. La principale ha infatti una debole compagna di magnitudine 12,2 a 178 secondi d'arco. Nonostante una distanza reale di oltre 13.000 UA e un periodo orbitale di mezzo milione di anni, pare essere effettivamente legata alla principale, in quanto la distanza da essa è rimasta inalterata in quasi due secoli.

## Etimologia e significato culturale

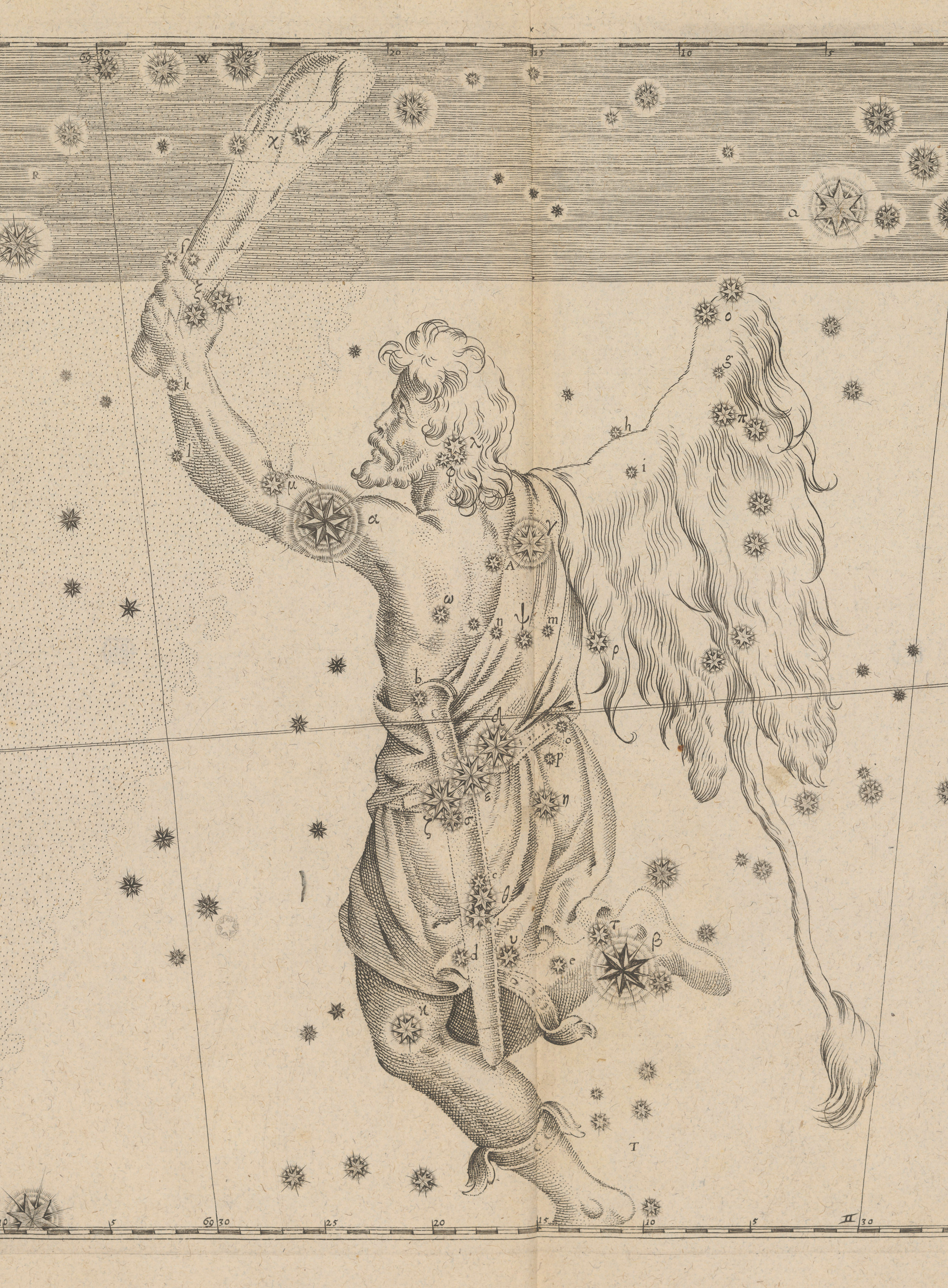
Una rappresentazione del gigante Orione tratta da Uranometria di Johann Bayer, 1603.

Il suo nome è di origine latina e significa "La Guerriera", da una libera traduzione dall'arabo Al Najid (che in realtà vuol dire Il Conquistatore). A volte è conosciuta anche sotto il nome di "Amazzone". Richard Hinckley Allen nel suo libro Star Names: Their Lore and Meaning riferisce che l'astronomo tartaro Ulug Beg (XV secolo) chiamava Bellatrix Al Murzim al Najid, che significa il conquistatore ruggente o il leone conquistatore, come se il sorgere di Bellatrix fosse un ruggito che annunciasse il sorgere imminente della luminosa Rigel o dell'intera costellazione di Orione. Il nome Murzim appare anche come Mirzam, quale nome di Beta Canis Majoris, che sorgendo poco prima di Sirio, ne annuncia in qualche modo la comparsa.
Essendo posta su una delle due spalle di Orione ed essendo occupata l'altra da Betelgeuse, Bellatrix condivide con quest'ultima alcuni nomi: ad esempio, l'arabo Mankib, che significa spalla, o l'hindi Bahu, che significa avambraccio (dell'antilope, visto che gli indù concepivano l'asterismo formato dalle principali stelle della costellazione di Orione come suggestivo di questo animale).
Secondo un mito popolare tra le popolazioni amazzoniche, Bellatrix è un giovane ragazzo che, assieme un vecchio (Betelgeuse), dà la caccia a Peixie Boi, una regione senza stelle nelle vicinanze di Orione.
Bellatrix con Betelgeuse e Meissa formava la persiana "costellazione del re", chiamata Kakkab Sar o Ungal, che portava fortuna, onore, ricchezza e altri attributi reali.
In astrologia si crede che Bellatrix possa dare una natura forte e nobile, fiducia in sé, arroganza, violenza, irriverenza, prosperità nel commercio specialmente se condotto in paesi stranieri, ma anche pericolo di essere traditi e avvelenati.
J. K. Rowling ha preso il nome di questa stella per un personaggio di Harry Potter, Bellatrix Lestrange.